# Eerste Kamerverkiezingen 1926

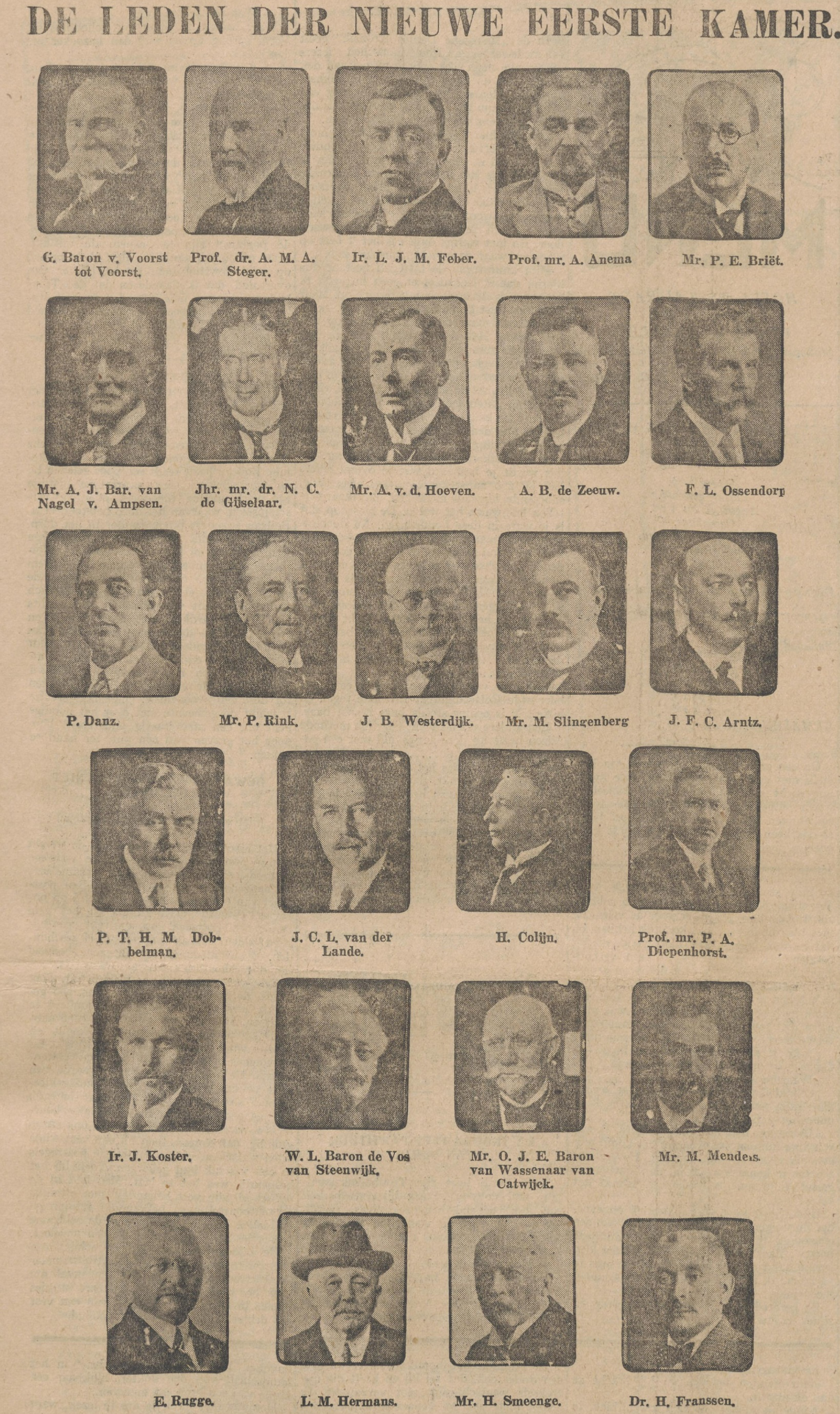
Eerste Kamerleden 1926.

De Eerste Kamerverkiezingen 1926 waren reguliere Nederlandse verkiezingen voor de Eerste Kamer der Staten-Generaal. Zij vonden plaats op 30 juli 1926.
Bij deze verkiezingen kozen de leden van de Provinciale Staten in de kiesgroepen II en IV - die op 9, 11, 12 en 13 april 1923 bij de Statenverkiezingen gekozen waren - 25 nieuwe leden van de Eerste Kamer.
De door de leden van Provinciale Staten uitgebrachte stemmen hadden niet alle dezelfde waarde; zij werden gewogen aan de hand van de bevolkingscijfers van de provincies. Bij deze verkiezingen was de volgende stemwaardetabel van toepassing:
| Gr | D  | O  | Ge  | ZH  |
| -- | -- | -- | --- | --- |
| 82 | 61 | 95 | 120 | 208 |

De uitslag van de verkiezingen was als volgt:
| Partij                                | Zetels | Zetels | +/− | Zetelverdeling naar kiesgroep | Zetelverdeling naar kiesgroep | Zetelverdeling naar kiesgroep | Zetelverdeling naar kiesgroep |
| Partij                                | 1923   | 1926   | +/− | I                             | II                            | III                           | IV                            |
| ------------------------------------- | ------ | ------ | --- | ----------------------------- | ----------------------------- | ----------------------------- | ----------------------------- |
| Roomsch-Katholieke Staatspartij       | 16     | 16     | 0   | 8                             | 3                             | 3                             | 2                             |
| Sociaal-Democratische Arbeiderspartij | 11     | 11     | 0   | 2                             | 3                             | 3                             | 3                             |
| Anti-Revolutionaire Partij            | 8      | 7      | −1  | 1                             | 2                             | 2                             | 2 (−1)                        |
| Christelijk-Historische Unie          | 7      | 7      | 0   | 1                             | 2                             | 2                             | 2                             |
| Vrijheidsbond                         | 5      | 6      | +1  | 1                             | 2                             | 1                             | 2 (+1)                        |
| Vrijzinnig-Democratische Bond         | 3      | 3      | 0   | 0                             | 1                             | 1                             | 1                             |
| Totaal                                | 50     | 50     | 0   | 13                            | 13                            | 12                            | 12                            |

## Gekozenen
In kiesgroep II waren alle dertien leden periodiek aftredend, van wie twaalf herkozen werden.
In kiesgroep IV waren alle twaalf leden periodiek aftredend, van wie tien herkozen werden. Eén aftredend lid had zich niet herkiesbaar gesteld.
*1850 · 1853 · 1856 · 1859 · 1862 · 1865 · 1868 · 1871 · 1874 · 1877 · 1880 · 1883 · *1884 · 1887 (I) · *1887 (II) · *1888 · 1890 · 1893 · 1896 · 1899 · 1902 · *1904 · 1907 · 1910 · 1913 · 1916 · *1917 · 1919 · *1922 · *1923 · 1926 · 1929 · 1932 · 1935 · *1937 · *1946 · *1948 · 1951 · *1952 · 1955 · *1956 (I) · *1956 (II) · 1960 · *1963 · 1966 · 1969 · *1971 · 1974 · 1977 · 1980 · *1981 · *1983 · *1986 · 1987 · 1991 · 1995 · 1999 · 2003 · 2007 · 2011 · 2015 · 2019 · 2023

* algemene verkiezingen in verband met vervroegde ontbinding van de Eerste Kamer

vanaf 1987 bedraagt de vaste zittingstermijn van de Eerste Kamer vier jaar